# 蘇丹庫達拉省

蘇丹庫達拉省

蘇丹庫達拉省，菲律賓華人称蘇丹龜達叻省或蘇丹丘沓叻省，是一個位於菲律賓民答那峨島的一個省份。首府為伊蘇蘭。
根據地圖顯示的方位，其位於民答那峨島的南部，向北的位置為馬京達瑙省；向西的位置為蘇祿海；向東的位置為南達沃省；向南的位置則是面對南哥打巴托省。

## 簡介
- 隸屬地區：SOCCSKSARGEN
- 時區：GMT+8
- 使用語言：宿霧語、Hiligaynon、Ilokano、Maguinidanao
- 人口：675,644人[3]
- 面積：5,251.3平方公里